# Dorset College
 (avril 2025).
Dorset College est une université privée irlandaise fondée en 1983 et située dans la ville de Dublin, en Irlande.
L'école dispose de 3 campus. 
Le campus principal est situé à Belevere place. Les autres campus sont localisés à Dorset Street ainsi qu'à Mountjoy square. 